# Enfermedad de Sever
La Enfermedad de Sever o apofisitis calcanea es la causa más común de dolor de talón en el atleta en crecimiento y es debido al uso excesivo y microtraumas repetitivos en las placas de crecimiento de calcáneo en el talón. Se produce en los niños entre edades de 7 a 15 años, y la mayoría de los pacientes que presentan entre 10 y 14 años de edad. Está en relación con la enfermedad de Osgood-Schlatter que afecta a la rodilla, en lugar del tobillo y talón.Fundamentalmente se da en atletas que se sobre exigen.
Apofisitis del Os Calcis

## Descripción

### Epónimo
Esta enfermedad se llama de Sever en honor al médico que la describió por primera vez en 1912.

### Marco teórico
Hablando del dolor que produce la enfermedad de Sever principalmente se da en los talones del niño, aparece principalmente cuando se está realizando alguna actividad física. Existen varios tratamientos para controlarla hasta que desaparezca, son muy sencillos y llegan hasta el más complejo como la inmovilización del talón. El principal tratamiento es el descanso y realizar estudio biomecánico de la pisada, por un Podólogo/a especialista en biomecánica. Según los hallazgos encontrados en el estudio de la pisada, se propondrá otros tratamientos como recetar antiinflamatorios, plantillas personalizadas podológicas... etc

### Patología
Tiene sus orígenes en la falta de madurez ósea, esta enfermedad debe ser diagnosticada por un Podólogo, médico rehabilitador o un traumatólogo. Ataca principalmente a los niños entre 10 a 13 años y también entre los 15 y los 17. Se debe evitar el sobrepeso a los niños que la padecen para que no se incremente el dolor.

## Talalgia infantil
El dolor de talón es un trastorno común en la infancia. Sin embargo, no debe ser ignorado; los padres no deberían esperar a que este dolor desapareciera solo.El dolor de talón es un síntoma, no una enfermedad. En otras palabras, el dolor de talón es una señal de aviso de que el niño tiene un trastorno que merece atención.

### Sintomatología
Los problemas de dolor de talón en niños o niñas muchas veces aparecen asociados a las siguientes señales y síntomas:
- Dolor en la zona posterior o en la base del talón.
- Cojera
- Caminar en puntas de pies
- Dificultad para participar en las actividades usuales o en deportes
- Dolor de piernas o pies

### Causas frecuentes
La causa más común del dolor de talón infantil es un trastorno llamado epifisitis calcánea asociado a mala pisada. Sin embargo, el dolor de talón infantil puede ser una señal de muchos otros problemas, y puede aparecer a cualquier edad.

## Tratamientos
El tratamiento seleccionado depende del diagnóstico y de la severidad del dolor. El principal tratamiento son plantillas podológicas  personalizadas tras estudio biomecánico.

### Dolor leve
Para el dolor leve, las opciones de tratamientos incluyen:
- Reducir las actividades: el niño o niña deberá reducir o suspender cualquier actividad que cause dolor.
- Amortiguar los talones: las plantillas temporales suavizan el impacto en el talón al caminar, correr o permanecer de pie.

### Dolor moderado
En caso de dolor de talón moderado, además de reducir la actividad y amortiguar el talón, el cirujano pediátrico puede recomendar uno o más de los siguientes tratamientos:

#### Medicación
los medicamentos antiinflamatorios no-esteroides (NSAID por sus siglas en inglés) como el ibuprofeno, ayudan a reducir el dolor y la inflamación.

#### Fisioterapia
Algunas veces es necesario utilizar el estiramiento u otras modalidades de fisioterapia para promover la curación del tejido inflamado.
Generalmente, se realiza un estiramiento del músculo tríceps sural.
Está contraindicado el uso de aparatos de fisioterapia en niños por el cartílago de crecimiento.

#### Artículos ortopédicos
Algunos artículos ortopédicos comunes prescritos por el cirujano pediátrico pueden ayudar a sostener el pie adecuadamente.

### Dolor severo
Para el dolor de talón severo, puede ser necesario aplicar tratamientos más agresivos incluyendo:

#### Inmovilización
Algunos pacientes deben usar muletas durante algún tiempo, para evitar que el peso recaiga sobre el pie afectado. En algunos casos más severos de dolor de talón, se enyesará el pie del niño o niña para que la inmovilidad total del pie y del tobillo promuevan la curación.

#### Medidas de seguimiento
Luego de la inmovilización o el yeso, muchas veces es necesario tomar algunas medidas de seguimiento utilizando las plantillas podológicas personalizadas tras estudio biomecánico completo, fisioterapia y/o vendajes... Evitando otros artículos ortopédicos comunes, 

#### Cirugía
Existen algunas instancias en las cuales puede ser necesario estirar el tendón.

## Pronóstico
La enfermedad de Sever no tratada puede perjudicar severamente la calidad de vida de un adolescente.